# Église de la Sainte-Trinité de Toronto
Pour les articles homonymes, voir Église de la Sainte-Trinité.
L’église de la Sainte-Trinité (anglais : Church of the Holy Trinity) est une église de l'Église anglicane du Canada située sur la place Trinity Square dans le centre-ville de Toronto, en Ontario, au Canada. L'édifice, de style architectural néogothique, a été bâti en 1847. 